# Luis Urquiri
Luis Urquiri Uraín (Deva, España, 1 de septiembre de 1906 - 1 de mayo de 1979) fue un futbolista y entrenador español. Jugó como centrocampista, en el Deportivo Alavés y Atlético Aviación en Primera División de España en los años 1930 y 40. Con el Atlético Aviación ganó 2 ligas y una Copa Eva Duarte. Como entrenador logró 4 ascensos a la máxima categoría.

## Trayectoria
Tras su etapa como futbolista, emprendió una amplia trayectoria como entrenador de equipos españoles, donde se convirtió en un experto en lograr ascensos a la Primera División, gesta que logró con el Deportivo de La Coruña, Club Deportivo Málaga, Real Zaragoza y Real Oviedo. En 1953 hizo un inciso en su trayectoria en el Real Oviedo para entrenar al Celta de Vigo en la promoción de descenso.

## Clubes

### Como jugador
| Club               | País   | Año       |
| ------------------ | ------ | --------- |
| Deportivo Alavés   | España | 1928-1933 |
| Atlético de Madrid | España | 1939-1941 |

### Como entrenador
| Club                   | País   | Año       |
| ---------------------- | ------ | --------- |
| Hércules C. F.         | España | 1942-1943 |
| Hércules C. F.         | España | 1945-1947 |
| Deportivo de La Coruña | España | 1947-1948 |
| C. D. Málaga           | España | 1948-1949 |
| Real Zaragoza          | España | 1950-1951 |
| Real Oviedo            | España | 1951-1954 |
| Celta de Vigo          | España | 1953      |
| Racing de Santander    | España | 1954-1955 |
| Celta de Vigo          | España | 1955-1956 |
| Deportivo Alavés       | España | 1956-1958 |
| Deportivo Alavés       | España | 1965-1966 |